# Корбул
Корбул (на сръбски: Корбул или Korbul) е село в Югоизточна Сърбия, Пчински окръг, Град Враня, община Вранска баня.

## География
Селото е разположено в северните склонове на планината Кочура, във водосборния басейн на Банската река. Отстои на 17 километра югоизточно от общинския център Вранска баня, северозападно от село Стари Глог, югозападно от село Църни връх и източно от село Стара Брезовица.

## Население
Според преброяването на населението от 2011 г. селото има 6 жители.

### Етнически състав
Данните за етническия състав на населението са от преброяването през 2002 г.
- сърби – 14 жители (100%)